# بطولة العالم للملاكمة للهواة للسيدات لعام 2002
بطولة العالم للملاكمة للهواة للسيدات 2002 كانت منافسة دولية في ملاكمة النساء استضافتها تركيا من 21 إلى 27 أكتوبر 2002 في أنطاليا. كانت هذه البطولة الثانية بعد النسخة الأولى التي أقيمت عام 2001 في سكرانتون، بنسيلفانيا، الولايات المتحدة.

## النتائج
مُنحت الميداليات البرونزية لكلا الخاسرين في نصف النهائي.
| بطولة العالم للملاكمة للسيدات 2002 | بطولة العالم للملاكمة للسيدات 2002 | بطولة العالم للملاكمة للسيدات 2002 | بطولة العالم للملاكمة للسيدات 2002  | بطولة العالم للملاكمة للسيدات 2002 |
| ---------------------------------- | ---------------------------------- | ---------------------------------- | ----------------------------------- | ---------------------------------- |
| الوزن                              | ذهبية                              | فضية                               | برونزية                             | برونزية                            |
| 45 كغ                              | الهند ماري كوم                     | كوريا الشمالية جانغ سونغ آي        | تركيا ديريا أكتوب                   | أوكرانيا سفيتلانا ميروشنيتشينكو    |
| 48 كغ                              | كوريا الشمالية ري جونغ هيانغ       | أوكرانيا تاتيانا ليبيديفا          | المجر مونيكا تشيك                   | الهند كوماري مينا                  |
| 51 كغ                              | إيطاليا سيمونا جالاسي              | كوريا الشمالية كيم كوم سون         | روسيا ليديا أندريفا                 | اليونان إلفثيريا باليولوجو         |
| 54 كغ                              | الصين تشانغ زيان                   | إيطاليا مارزيا دافيد               | كوريا الشمالية ها سون بي            | المجر أغنيس تاباي                  |
| 57 كغ                              | كوريا الشمالية جو بوك سون          | النرويج هنرييت كيتل-بيركلاند       | روسيا سفيتلانا كولاكوفا             | اليونان ماريا سيميرتزوجلو          |
| 60 كغ                              | كندا جينيفر سميث-أوغ               | اليونان أرتي ماستوردوكا            | البرازيل آنا سانتوس                 | الولايات المتحدة ناكوانا سمولز     |
| 63.5 كغ                            | فرنسا ميريام لامار                 | تركيا ياسمين أوستالار              | رومانيا دانييلا ديفيد               | أوكرانيا سعيدة غاسانوفا            |
| 67 كغ                              | روسيا إيرينا سينيتسكايا            | الولايات المتحدة ناتالي براون      | الدنمارك تينا هانسن                 | أستراليا ديزي كونتوس               |
| 71 كغ                              | أوكرانيا لاريسا بيريزينكو          | الولايات المتحدة ايفون ريس         | الأرجنتين باولا غابرييلا كاسالينوفو | كندا روكسان لالانكيت               |
| 75 كغ                              | بيلاروسيا أولغا سلافينسكايا        | الدنمارك بيتينا كارلسن             | الصين غو شواي                       | الهند كارامجيت كاور                |
| 81 كغ                              | أوكرانيا أنزيلا تورسكايا           | بيلاروسيا إيرينا سميرنوفا          | كندا جينيفر جرينون                  | روسيا أولغا نوفوسيلوفا             |
| 90 كغ                              | المجر ماريا كوفاكس                 | روسيا ماريا يوفورسكايا             | الولايات المتحدة ديفون كانادي       | الهند جوتسانا هاريانا              |

## جدول الميداليات
| بطولة العالم للملاكمة للسيدات 2002 | بطولة العالم للملاكمة للسيدات 2002 | بطولة العالم للملاكمة للسيدات 2002 | بطولة العالم للملاكمة للسيدات 2002 | بطولة العالم للملاكمة للسيدات 2002 | بطولة العالم للملاكمة للسيدات 2002 | بطولة العالم للملاكمة للسيدات 2002 |
| ---------------------------------- | ---------------------------------- | ---------------------------------- | ---------------------------------- | ---------------------------------- | ---------------------------------- | ---------------------------------- |
| المركز                             | الدولة                             | ذهبية                              | فضية                               | برونزية                            | المجموع                            |                                    |
| 1                                  | كوريا الشمالية                     | 2                                  | 2                                  | 1                                  | 5                                  |                                    |
| 2                                  | أوكرانيا                           | 2                                  | 1                                  | 2                                  | 5                                  |                                    |
| 3                                  | روسيا                              | 1                                  | 1                                  | 3                                  | 5                                  |                                    |
| 4                                  | بيلاروسيا                          | 1                                  | 1                                  | 0                                  | 2                                  |                                    |
| 5                                  | إيطاليا                            | 1                                  | 1                                  | 0                                  | 2                                  |                                    |
| 6                                  | الهند                              | 1                                  | 0                                  | 3                                  | 4                                  |                                    |
| 7                                  | كندا                               | 1                                  | 0                                  | 2                                  | 3                                  |                                    |
| 8                                  | المجر                              | 1                                  | 0                                  | 2                                  | 3                                  |                                    |
| 9                                  | الصين                              | 1                                  | 0                                  | 1                                  | 2                                  |                                    |
| 10                                 | فرنسا                              | 1                                  | 0                                  | 0                                  | 1                                  |                                    |
| 11                                 | الولايات المتحدة                   | 0                                  | 2                                  | 2                                  | 4                                  |                                    |
| 12                                 | اليونان                            | 0                                  | 1                                  | 2                                  | 3                                  |                                    |
| 13                                 | الدنمارك                           | 0                                  | 1                                  | 1                                  | 2                                  |                                    |
| 14                                 | تركيا                              | 0                                  | 1                                  | 1                                  | 2                                  |                                    |
| 15                                 | النرويج                            | 0                                  | 1                                  | 0                                  | 1                                  |                                    |
| 16                                 | الأرجنتين                          | 0                                  | 0                                  | 1                                  | 1                                  |                                    |
| 17                                 | أستراليا                           | 0                                  | 0                                  | 1                                  | 1                                  |                                    |
| 18                                 | البرازيل                           | 0                                  | 0                                  | 1                                  | 1                                  |                                    |
| 19                                 | رومانيا                            | 0                                  | 0                                  | 1                                  | 1                                  |                                    |
|                                    | الإجمالي                           | 12                                 | 12                                 | 24                                 | 48                                 |                                    |